# Phuphena petrovna
Phuphena petrovna là một loài bướm đêm trong họ Noctuidae.